# Melanolophia modesta
Melanolophia modesta är en fjärilsart som beskrevs av W. Warren 1904. Melanolophia modesta ingår i släktet Melanolophia och familjen mätare. Inga underarter finns listade i Catalogue of Life.